# Naukratiszi Athénaiosz

Deipnosophistae, 1535

Naukratiszi Athenaiosz (ógörögül: Ἀθήναιος Nαυκράτιος, Athénaiosz Naukrátiosz, latinul: Athenaeus Naucratita), (Naukratisz, 170 körül – ?, 223 után) ókori görög nyelvész és szónoklattantanár, polihisztori műveltségű tudós.
Athenaiosz feltehetően az egyiptomi Naukratiszban született Marcus Aurelius uralkodása idején. Felnőttkorában nyelvészet- és szónoklattantanárként működött Alexandriában és Rómában. Ismerte az alexandriai könyvtárat, és Deipno-szophisztai (latin címén Dipnosophistae, „A Bölcsek lakomája”, szó szerint „ebédlő szofisták”, azaz akik ebéd közben tudományos dolgokról beszélgetnek) című iratában azokat a dolgokat meséli el Timokratész nevű barátjának, amelyekről a fiktív előkelő római Larensis házában összegyűlt vegyes asztaltársaság beszélgetett. A 29 fős lakomán jelen vannak jogtudósok, költők, nyelvészek, filozófusok, szónokok, orvosok, és zenészek, és a beszélgetések is mindenféle témakört körbejárnak. A mű számos részletet tartalmaz az ókori görög társas- és irodalmi életről, művészetről; sok töredéket az úgynevezett újkomédia szerzőinek alkotásaiból, és rendkívül jelentős azért is, mert a szerző legalább 700 ókori írót említ meg benne, akik neve máshol nem maradt fenn, 2700 költemény és prózai mű címét idézi, és – állítása szerint – 800-nál több alexandriai kori vígjáték kivonatát készítette el. A 15 könyvre terjedő műből csak az első kettő maradt fenn eredeti alakjában, a többiből egy 11. századi kivonat ismert. Művének forrásai saját kutatásai mellett Didümosz Khalkenterosz, Tryphon, Pamphilus, Phavorinus, és Dioszkoridész voltak. A művet enciklopédiaként használta a nagy bizánci tudós, Thesszalonikéi Eusztathiosz is (12. század), aki Homérosz-kommentárjaiban mintegy kétezerszer (!) idézett belőle.
Athenaiosz írt más műveket is, így a Peri tón en Szuria baszileuszantónt és egy értekezést a Thratta nevű tengeri halról. E két írása nem maradt fenn.